# Dunbar, Nebraska
Dunbar är en ort i Otoe County i delstaten Nebraska, USA.